# À ton image
À ton image è un film del 2004 diretto da Aruna Villiers.
La storia è basata sul libro omonimo di Louise Lambrichs.